# Wiesław Pleśniak
Wiesław Antoni Pleśniak (ur. 15 maja 1944 w Strzyżowie) – polski matematyk, profesor nauk matematycznych, profesor zwyczajny Uniwersytetu Jagiellońskiego, członek rzeczywisty Polskiej Akademii Nauk oraz członek czynny Polskiej Akademii Umiejętności, redaktor „Annales Polonici Mathematici”.

## Życiorys
Urodził się w Strzyżowie na Podkarpaciu. Ukończył Liceum Ogólnokształcące im. Henryka Sienkiewicza w Łańcucie. W 1962 podjął studia na Wydziale Matematyki i Fizyki Uniwersytetu Jagiellońskiego, uzyskując w 1967 magisterium. Po studiach rozpoczął pracę na Uniwersytecie Jagiellońskim, przechodząc tam wszystkie stopnie kariery akademickiej. Doktorat prowadzony przez profesora Józefa Siciaka obronił w 1972, a w 1980 uzyskał habilitację. W 1989 otrzymał tytuł profesora nauk matematycznych, objął wówczas stanowisko profesora nadzwyczajnego. W 1992 został profesorem zwyczajnym UJ.
W latach 1981–1984 pełnił funkcję prodziekana Wydziału Matematyki i Fizyki Uniwersytetu Jagiellońskiego. W 1991 został kierownikiem Katedry Teorii Aproksymacji w Instytucie Matematyki UJ, którą kierował do 2015. Pełnił również funkcję kierownika Studiów Doktoranckich Matematyki na Wydziale Matematyki i Informatyki UJ (1998–2008). W latach 1985–1986 był prezesem Oddziału Krakowskiego Polskiego Towarzystwa Matematycznego. Powoływany w skład komitetów redakcyjnych takich czasopism jak „Annales Polonici Mathematici” (od 1988, a od 2006 współredaktor) czy „Commentationes Mathematicae” (od 1993).
Autor m.in. publikacji Wykłady z teorii aproksymacji (Wydawnictwo Uniwersytetu Jagiellońskiego, Kraków 2000).
W 1994 został członkiem korespondentem Société Royale des Sciences de Liège, a w 2007 członkiem korespondentem Polskiej Akademii Nauk. W 2019 wybrany na członka rzeczywistego tej instytucji. Od 2003 był wiceprzewodniczącym, a w latach 2012–2020 pełnił funkcję przewodniczącego Komitetu Matematyki PAN (później otrzymał funkcję jego honorowego przewodniczącego). W 1996 został członkiem korespondentem Polskiej Akademii Umiejętności, w 2017 został członkiem czynnym PAU.
Obszar jego zainteresowań naukowych stanowią takie zagadnienia jak analiza rzeczywista i zespolona oraz teoria aproksymacji. W tym zakresie zajmuje się badaniami funkcji quasi-analitycznych wielu zmiennych, funkcji ekstremalnej Siciaka, badaniem zastosowania geometrii subanalitycznej Hironaki-Łojasiewicza, aproksymacją i przedłużaniem dżetów Whitneya, a także nierównościami wielomianowymi na zbiorach semialgebraicznych.

## Odznaczenia i wyróżnienia
W 2003 otrzymał tytuł doktora honoris causa Université du sud-Toulon-Var. Odznaczony Krzyżem Kawalerskim (1995) oraz Krzyżem Oficerskim (2011) Orderu Odrodzenia Polski, a także Medalem Komisji Edukacji Narodowej (2001).